# Reimberg
Reimberg (Luxemburgs: Rëmmereg) is een plaats in de gemeente Préizerdaul en het kanton Redange in Luxemburg.
Reimberg telt 172 inwoners (2001).